# Universidad Carlos III de Madrid
Universidad Carlos III de Madrid är ett av de sex offentliga universiteten i Madrid. De andra fem är: Universidad Complutense de Madrid, Universidad Autónoma de Madrid, Madrids tekniska universitet, Universidad Rey Juan Carlos och Alcalás universitet. Universitetet har ett campus vid namn Puerta de Toledo som ligger i centrala Madrid och andra campus som ligger i kommunerna Leganés, Colmenarejo och Getafe. Dess namn hänvisar till Karl III av Spanien.